# Карлайл Граундс
Карлайл Граундс (англ. Carlisle Grounds) — футбольный стадион, расположенный в ирландском городе Брей (графство Уиклоу). Располагается рядом с железнодорожной линией DART в Брее. Домашняя арена клуба «Брей Уондерерс» (по действующему соглашению до 2036 года), вместимость стадиона — 3200 человек.

## История
Футбольная ассоциация Ирландии считает этот стадион старейшим в своей истории: он был открыт в 1862 году под названием «Брей Атлетик Граунд» (англ. Bray Athletic Ground). Позже его переименовали в «Карлайл Крикет энд Арчери Граунд» (англ. Carlisle Cricket and Archery Ground), присвоив имя 7-го графа Карлайла — лорда-лейтенанта Ирландии, открывшего арену. Ещё позже название просто сократили до «Карлайл Граундс».
В 1948—1951 годах на стадионе играл ФК «Транспорт», перебравшийся затем на «Гарольдс-Кросс». В 2006 году вместимость стадиона достигла отметки в 2000 человек после установки трибуны на 985 мест, однако в июле 2009 года во время матча против «Шемрок Роверс» часть стены стадиона обвалилась после того, как туда подбежала толпа фанатов, отмечавших гол «Роверс»; через год другой участок стены обвалился после матча против «Монахан Юнайтед» в связи с тем, что фанаты «Брея», отмечая свой выход в Лигу Ирландии после победы над «Юнайтед», опять заскочили на стену. Скандал привёл к серьёзному расследованию со стороны ФАИ. В октябре 2009 года был утверждён план реконструкции стадиона.
Стадион принимал в 2011 и 2015 годах матчи Кубка регионов УЕФА. Помимо этого, 12 июля и 7 ноября 2015 года на стадионе прошли матчи по регбилиг: сборная Ирландии 12 июля сыграла с Бельгией (победа 34:0), а 7 ноября провела матч в рамках Кубка Европы против Уэльса.
В 2017 году клуб «Брей Уондерерс» заявил, что не покинет стадион, однако отметил необходимость скорейшего ремонта и обновления арены, хотя у самого клуба были серьёзные финансовые проблемы на тот момент.

## Транспорт
Из Дублина к стадиону ведут автодороги N11 и M50 (Южная часть), пересекающиеся в развилке 5 Брей Север (англ. 5 Bray North). До стадиона добираются также дублинским автобусом 145 из центра Дублина, 84 из Блэкрока и 45A из Дун-Лэаре; последние два приходят на железнодорожную линию DART. На поезде к стадиону можно добраться за 40 минут с южного вокзала Дублин-Сити до станции Брей-Дейли.

## Стадион в культуре
Стадион служил площадкой для съёмок фильма 1996 года «Майкл Коллинз»: на нём снимались события Кровавого воскресенья 1920 года. Также на стадионе певец Дермот Кеннеди снимал клип на песню «Outnumbered».